# Reprezentacja Armenii w rugby union mężczyzn
Reprezentacja Armenii w rugby union mężczyzn – zespół rugby union, biorący udział w imieniu Armenii w meczach i sportowych imprezach międzynarodowych, powoływany przez selekcjonera, w którym mogą występować wyłącznie zawodnicy posiadający obywatelstwo tego kraju, mieszkający w nim, bądź kwalifikujący się ze względu na pochodzenie rodziców lub dziadków. Za jego funkcjonowanie odpowiedzialna jest Hajastani Regbii Federacja, członek Rugby Europe oraz IRB.
Swój debiut na arenie międzynarodowej zaliczyła w wygranym meczu z Norwegią 2 czerwca 2004 r. Obecnie nie jest klasyfikowana w rankingu IRB.

## Turnieje

### Udział wPucharze Narodów Europy
| Rok       | Klasa rozgrywek | Wynik             |
| --------- | --------------- | ----------------- |
| 2003–2004 | Dywizja 3C      | 1                 |
| 2004–2006 | Dywizja 3B      | 1                 |
| 2006–2008 | Dywizja 3A      | 2                 |
| 2008–2010 | Dywizja 3A      | 2                 |
| 2010–2012 | Dywizja 2B      | dyskwalifikacja   |
| 2012–2014 | –               | nie brała udziału |

### Udział wPucharze Świata
| Rok  | Kwalifikacje                         | Wynik |
| ---- | ------------------------------------ | ----- |
| 1987 | Nie brała udziału, była częścią ZSRR | -     |
| 1991 | Nie brała udziału                    | -     |
| 1995 | Nie brała udziału                    | -     |
| 1999 | Nie brała udziału                    | -     |
| 2003 | Nie brała udziału                    | -     |
| 2007 | Nie brała udziału                    | -     |
| 2011 | Nie zakwalifikowała się              | -     |
| 2015 | Nie brała udziału                    | -     |
| 2019 |                                      |       |